# 堺警察署
堺警察署（さかいけいさつしょ）は、大阪府警察が管轄する警察署の一つ。府内有数の大規模警察署であり、署長は警視正。

## 所在地・最寄り駅
- 大阪府堺市堺区市之町西1丁1-17
  - 阪堺電気軌道阪堺線 大小路停留場 西すぐ
  - 南海電気鉄道南海本線 堺駅 東500m

## 所轄
- 堺市堺区

## 沿革

### 1800年代
- 1871年（明治4年）6月 - 堺県（現在の大阪府南部）が創設。堺奉行所跡に庁舎を置いて警察事務を開始した。
- 1874年（明治7年）3月 - 堺県庶務課に警保掛を設け、警察事務を同課に移す。
- 1875年（明治8年）3月 - 庶務課警保掛を警察課に移す、
- 1876年（明治9年）2月 - 警察課を警保課と改めた。
- 1880年（明治13年）7月 - 警保課を警察本署と改め、署名を堺材木町警察署と改めた。
- 1881年（明治14年）2月 - 堺県が廃止され大阪府となり、堺材木町警察署を堺警察署と改めた。
- 1889年（明治22年）2月 - 市制・町村制が施行され、堺市発足と同時に堺市市之町西1丁1-17に堺警察署を新築し移転した（住所は当時）。

### 1900年代以降
- 1931年（昭和6年）10月 - 庁舎を改築。レンガ造りの建物で、当時の堺市のシンボルの一つで市民からも親しまれた。
- 1943年（昭和18年）1月 - 署名を堺警察署から堺北警察署と改称した。
- 1948年（昭和23年）
  - 3月7日 - 警察法の施行に基づく組織改編により、自治体警察としての堺市警察署が発足。
  - 11月1日 - 堺市北警察署と改称。同日に堺市南警察署も誕生。
- 1954年（昭和29年）7月1日 - 警察法の改正により自治体警察が廃止され、署名を堺北警察署と改めた。
- 1979年（昭和54年）4月1日 - 金岡団地をはじめとした団地の整備に伴う人口増加を受けて、堺東警察署を新設。同時に管内の東半分を堺東警察署、西半分を堺北警察署がそれぞれ分割し現在に至っている。
- 1993年（平成5年） - 3月に改築のため、仮庁舎へ移転。4月から5月にかけて取り壊し。
- 1997年（平成9年）3月 - 鉄筋７階建ての現庁舎が竣工、業務を開始。
- 2006年（平成18年）4月1日 - 堺市の政令指定都市移行に伴い、住所が現在の住所に変更される。
- 2008年（平成20年）4月1日 - 堺市の区の名称に合わせて「堺警察署」に変更

### 庁舎改築と遺跡調査
取り壊された後、1993年10月から1995年1月までの間、大阪府教育委員会が跡地の遺跡調査を行い、中国が明時代だった頃に制作されたものとみられる壺の一つ「褐釉竜文六耳壺」をはじめ約1500点収集されたほか、旧紀州街道や安土桃山時代に栄えた当時の商家等の跡地や昔の大火災跡などが確認された。

## 交番一覧
- 綾之町交番 - 綾之町東1丁1番1号
- 今池町交番 - 今池町4丁6番24号
- 霞ケ丘交番 - 霞ケ丘町1丁2番29号
- 御陵通交番 - 大仙中町18番4号
- 堺東駅前交番 - 三国ケ丘御幸通39
- 三宝町交番 - 松屋町2丁61番地6
- 材木町交番 - 材木町西1丁1番24号
- 宿院町交番 - 宿院町東2丁1番6号
- 高砂町交番 - 高砂町2丁48
- 大仙西交番 - 大仙西町1丁18の2
- 出島町交番 - 出島浜通1番17号
- 阪和堺市駅前交番 - 田出井町1番1-100号
- 三国ケ丘交番 - 中三国ケ丘町3丁3番20号
- 安井町交番 - 中安井町3丁4番34号
- 龍神交番 - 竜神橋町1丁5番2号
- 三国ケ丘駅前交番 - 向陵中町2丁7番1号